# Jacques Froment-Meurice
Pour les articles homonymes, voir Meurice.
Jacques Charles François Marie Froment-Meurice, né à Paris le 7 octobre 1864 et mort à Maisons-Laffitte le 16 décembre 1947, est un sculpteur français. Il fut élève de Chapu.

## Biographie

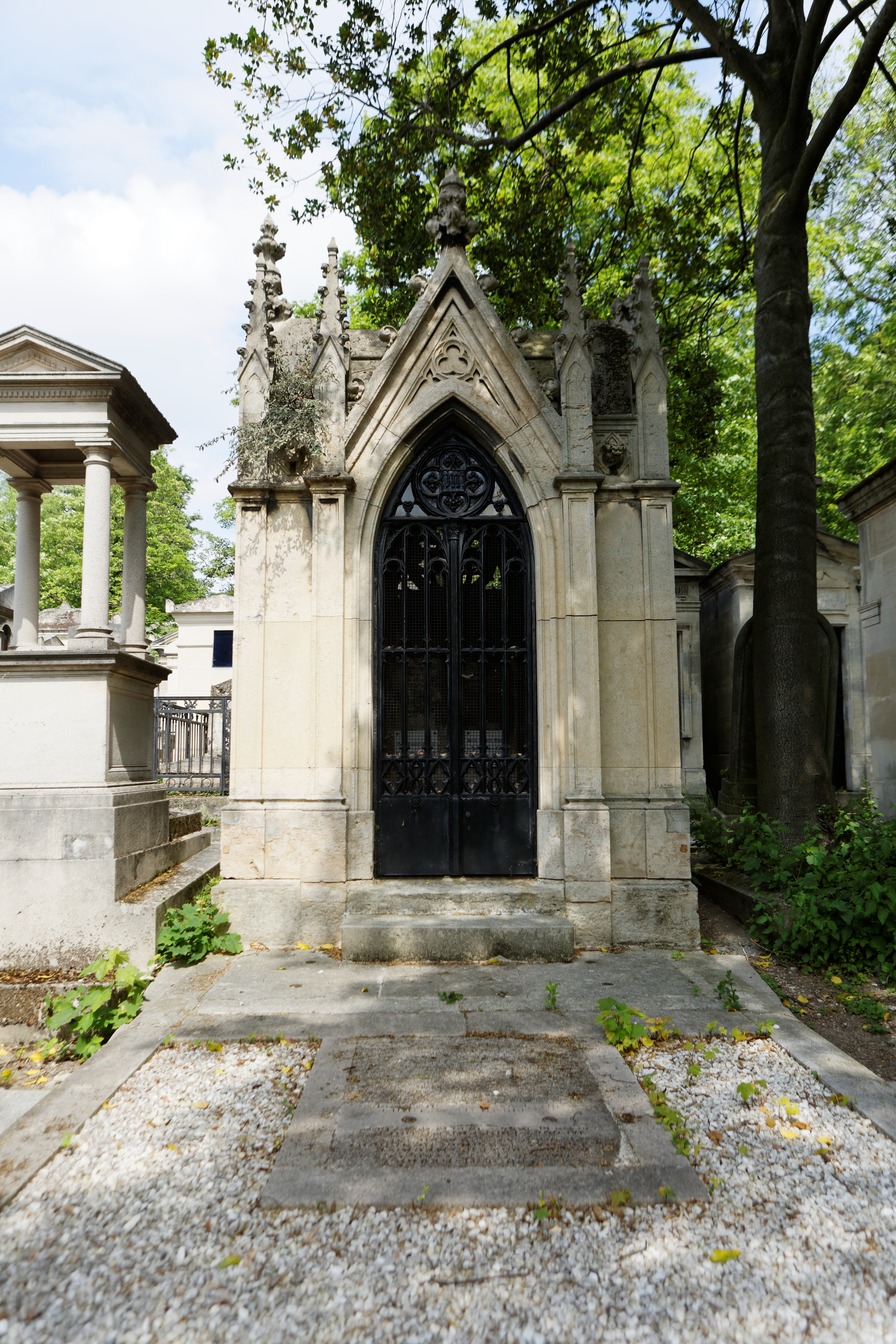
Tombe au cimetière du Père-Lachaise.

Appartenant à une célèbre famille d'orfèvres joailliers parisiens, le petit-fils de François-Désiré Froment-Meurice embrasse une carrière de sculpteur. Il épouse le 16 mai 1899 à Paris Jeanne Lesbros-Ritt (1878-1965), dont il a trois filles. Ses parents Émile Froment-Meurice (1837-1913) et Rose Tassin de Moncourt (1839-1913) meurent tous deux dans l'écroulement de leur hôtel particulier, situé au no 46 de la rue d'Anjou à paris. 
Il rencontre probablement en préparant l'école de Saint-Cyr au Collège Stanislas de Paris le sculpteur parisien Henri Chapu, demeurant alors rue du Montparnasse.
Il se spécialise dès lors dans les bronzes animaliers. Fort de grandes qualités d'observation, il se spécialise notamment sur les équidés, et réalise une importante série intitulée « Les Gestes des ânes ». Par ailleurs, Jacques Froment-Meurice élargit son travail en contribuant à des mausolées en mémoire de personnages célèbres, dont témoignent le Monument à Frédéric Chopin à Paris ou celui à Théodore Géricault. Tous deux  reflètent notamment l'influence de son maître Chapu, qui avait réalisé les monuments à Gustave Flaubert et à la comtesse d'Agoult. 
Il présente plusieurs fois ses œuvres au Salon des artistes français, dont en 1905 (extrait du catalogue) :
- 1770. — « Le duc d'Aumale montant sa ponette Pélagie », souvenir de Chantilly (statuette équestre, plâtre patiné)[1];
- 1771. — « Le retour du marché de Bayonne ». impression du Pays basque (groupe plâtre patiné);
- 1772. — « Bouvillons et marchands de bœufs à la foire de Bidache », impression du Pays basque (haut relief bronze);
- 1773. — « La Courbette » qui appartient à la série « Les Gestes des ânes », socle de Ch. Hairon (bronze, cire perdue).

Au tournant du XIXe et du XXe siècle, son œuvre témoigne d'un intérêt grandissant pour le nouvel art émergeant : le style Art nouveau.
Il est inhumé au cimetière du Père-Lachaise (19e division).

## Œuvres

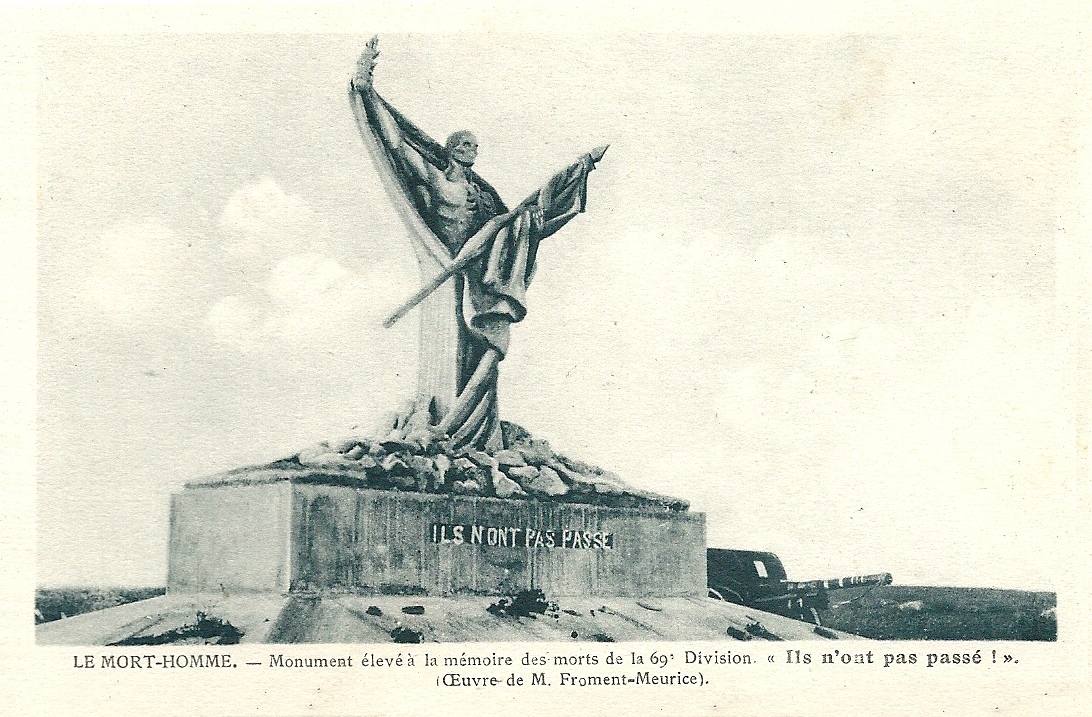
Le Mort-Homme : Monument élevé à la mémoire des soldats de la.

- Le Pèlerin, buste d'homme, bronze, 2e quart XXe siècle, Musée des beaux-arts, Nantes, n° inv. 2335.
- Transport du marbre de Carrare, bronze, 2e quart XXe siècle, Musée de Grenoble, n° inv. MG.2698.
- Le Pèlerin, statue, plâtre préparatoire, avant 1934, Musée de la Société des antiquaires de l'Ouest, Poitiers, n° inv. SECT128, œuvre détruite vers 1950.
- Primavera, jeune fille, statue, marbre, 2e quart XXe siècle, Musée des beaux-arts, Bordeaux, n° inv. Bx.E1464 ; Bx.M7203.
- La Fuite du temps ou la chevauchée, haut-relief, fonte, bronze enchâssé dans la pierre, 1er quart XXe siècle, Musée des beaux-arts, Bordeaux, n° inv. Bx.E1465 ; Bx.M12586.
- Chopin au piano, plâtre préparatoire, Musée de la vie romantique, Paris.
- Chopin au piano et sa muse, haut-relief, marbre, Parc Monceau, 1906, Paris.
- Combat du chien et du gentilhomme (légende du chien de Montargis et du Chevalier Macaire), Salle des fêtes, Montargis.
- Le Squelette sculpture, don de l’amicale des Anciens de la 69e D.I., Côte 304, Verdun.
- Abbé Charles Biehler (1845-1906), s.m., mathématicien, bas-relief, marbre, 1908, Collège Stanislas, Paris.
- Monument aux morts, pierre, 1925, quartier Chardonnet, Saumur.
- Alfred, pingouin royal vu de face, bronze patiné, collection privée.
- Hommage à Géricault, bronze patiné noir, sur socle marbre noir veiné (51 × 78 cm)
- Les Gestes des ânes, série de bronzes animaliers
- Le Chien de Montargis
- Meissonnier sur son cheval Rivoli

## Distinctions
- Chevalier de la Légion d'honneur (26 mai 1914)[2]
- Officier de l'Instruction publique
- Commandeur de l'ordre du Nichan Iftikhar
- Chevalier de l'ordre de Saint-Stanislas (Russie impériale)